# 第四代阿伯丁伯爵乔治·汉密尔顿-戈登
第四代阿伯丁伯爵乔治·汉密尔顿-戈登，KG，KT，PC，FRS，FRSE，FSA Scot（George Hamilton-Gordon, 4th Earl of Aberdeen，1784年1月8日—1860年12月14日），英國政治人物，曾任外交大臣，殖民地大臣，1852年至1855年任英國首相。

## 优雅学者
乔治·汉密尔顿-戈登1784年1月28日生于爱丁堡。他属于阿伯丁郡那个古老和富有冒险性的戈登家族的支系。11岁时父母双亡，成为孤儿。他在违背祖父意愿情况下被送到哈罗公学念书。（“我建议我的孙子在苏格兰接受部分教育，让他不至于小看自己的家乡。”）因此，老人是在威吓之下才同意为孙子支付学费的。在哈罗公学，他曾同一个任性的，名叫哈里·坦普尔的男孩发生过一次小争吵。后来他知道哈里·坦普尔就是帕麦斯顿勋爵。他在哈罗公学毕业后上了剑桥大学。1801年承袭伯爵爵位。在他进哈罗公学四年之后，他的堂兄弟拜伦勋爵也来到了这所学院。
他选择了小威廉·皮特作为自己的监护人。对一个孩子来说，这是颇有见识的。他曾作为这个伟人的门徒到国外游历，并在马尔梅松会见了拿破仑。1805年，他同阿伯康侯爵的女儿凯斯琳·汉米尔顿小姐结婚。此时已是成年的阿伯丁到北方看来自己的房地产。那里的景象萧瑟凄凉，使他愕然。他决心栽花种树，排水清理，修建比较考究的庄园。他花了几年的时间达到了目的。
1806年，他当选为苏格兰贵族议员，并在两年之后被封为蓟花骑士。1812年，在结婚7年，生下3个孩子之后，他的妻子去世了。他一直深切怀念着他的这位妻子，直到50年后他也去世。但是，这并没有妨碍他再次与别人相爱。不过，当卡斯尔雷子爵准备让他出任驻维也纳大使，担负起劝说奥地利帝国同拿破仑决裂的任务时，他的心思就放到了其他问题上。当他到达施特拉尔松德时，他发现奥地利和法国已经开战了。在他前往布拉格途中，到处是一排可怖的战争景色，给他留下了难以磨灭的印象：“战争给各国造成了骇人听闻的创伤，这种景色昼夜在你脑际萦绕。”莱比锡各民族大会战结束后，当他同奥地利皇帝的随行人员经过这里时，眼前的景色就更加惨不忍睹了。
阿伯丁忘不掉他所目睹的一切，这使他对战争深恶痛绝。在滑铁卢战役期间（他的兄弟亚历克斯死于这场战争）和战争结束之后，他一直潜心于经营在阿伯丁郡的房地产。后来他估计，这期间他种植了1400万株数。他对妻子说，“我一定要把这个地方建设好。”他实践了自己的诺言。他还酷爱古典艺术和考古学，任考古协会主席达30年之久。他是雅典学会的创始人。他热情支持希腊的解放，这是不足为奇的。
这时他第二此结婚。妻子是汉米尔顿夫人哈里特。这位寡妇有3个孩子，是阿伯丁亡妻的表妹。他没有对哈里特隐瞒这样的事实；她无法取代他的第一个妻子凯斯琳在他心目中的地位。对此哈里特从不甘心。他为阿伯丁生了5个孩子。

## 干练大臣
1828年，他重返政界，在威灵顿公爵领导的政府中任兰开斯特公爵领大臣。让他出任此职是未来表彰他的远见卓识，因为当时天主教徒解放是一个及其重要的问题，而阿伯丁是苏格兰长老会的一名教徒。阿伯丁同时代的人说他“虔诚而有涵养，待人宽厚，办事谨慎，令人无懈可击，举止斯文，只是有些古板的人。”换言之，他被看成一个郁郁寡欢、迟钝呆板的人。实际上他是一个不幸的人。当时，他同第一个妻子生的三个女儿钟的最后一个幸存者也快死了。利特尔顿夫人说，从表面上看，他是令人失望的：“他比以前更清瘦了，骨瘦如柴，像木头一样毫无表情。” 1828年，威灵顿让他出任外交大臣，后来在罗伯特·皮尔领导的第一届内阁中出任陆军和殖民大臣。接着，在皮尔赢得1841年大选之后又重返外交部。在担任两任外交大臣期间，他帮助希腊获得独立（希腊独立战争），并解决了英属北美（加拿大）和美国之间的一些棘手的边界争端问题 。

## 担任首相
在皮尔于1850年去世后，阿伯丁成了人称皮尔派、主张自由贸易的保守党人公认的领袖。在约翰·罗素勋爵和德比伯爵领导的两届短命内阁倒台之后，他在1852年出任皮尔派、辉格党和激进派组成的联合内阁的首相，维多利亚女王对此表示热烈的欢迎，说联合政府的成立“实现了国家和我们自己的最大愿望。”新内阁人才济济，给人留下深刻印象。象格莱斯顿、帕麦斯顿和约翰·罗素勋爵都是内阁成员。但是人们很快看到，那些最初视乎是政府的强点变成了政府的弱点；强有力 人物意味着他们将会是各执己见和抱有野心。阿伯丁不具备那种能支配他的同僚和使他们屈从于自己意志的权威。
在平时，这种情况并不显得那么重要，但是现在，在欧洲东部长期潜伏的一场危机突然爆发了，沙皇尼古拉一世和法国皇帝拿破仑三世分别宣布自己有权对奥斯曼帝国内的东正教和天主教臣民提供保护。内阁在另一个问题上野发生了分歧；应当让哪种教会来监督巴勒斯坦的圣地？如果同土耳其人发生过争吵的俄国人进兵伊斯坦布尔，又该怎么办呢？对外交部来说，没有比出现这种前景更令人惊恐的了。
阿伯丁对土耳其人持有强烈的敌视态度，而当时任内政大臣的帕麦斯顿则想把俄国人拒之于地中海之外，舆论界也赞成帕麦斯顿的意见。在内阁进行了一场长时间的斗争之后，英国向达达尼尔海峡派遣了海军。作为报复，俄国人侵占了位于多瑙河以南、现在属于罗马尼亚的土耳其的几个省份。1853年10月，土耳其向俄国宣战，包括艾尔弗雷德·但尼生和卡尔·马克思在内的英国公众对土耳其的行动普遍感到高兴。当时街头巷尾流传者这样的民谣：“愿上帝保佑土耳其人，把俄国人斩尽杀绝。” 正当阿伯丁感到不知所措的时候，俄国海军在锡诺普海战击沉了土耳其的一支舰队。接着，英国于1854年3月对俄国宣战。在帕麦斯顿的操纵下，阿伯丁卷入了一场他很不赞成的战争。战争的发展很快证明，他反对这场战争的所有理由都是正确的，1855年1月，由于披露了这场战争处理失当的情况而使战争编的非常不得人心，下院在大多数议员的支持下通过了一个动议，要求对指挥这场战争的情况进行调查。布尔沃·利顿说：“解散你的政府，以便拯救你的军队。'阿伯丁在1855年辞职。
本杰明·迪斯雷利写道：”这个国家由一批最有才华的人统治了两年，在他们任期结束时，他们的天才已把这个国家变成了一个衰微破败，令人绝望的国度。“维多利亚女王授予阿伯丁嘉德勋章，这是他政治生涯的终结。 他作为一位首相的失败实际上是性格方面的失败，他缺乏精神力量来对付帕麦斯顿和令人讨厌和不忠诚的同僚约翰·罗素勋爵。罗素无休止的竭力表现自己，而帕麦斯顿又声明要执行一种好战的对外政策，在这种情况下，阿伯丁要担负起面临的任务是力所不及的。更应该受到指责的是，他虽然熟知近东问题，但却没能解决这个问题。失败的原因不是无知，而是软弱。

## 晚年生活
辞职后在阿伯丁郡住宅过着一种苏格兰封建贵族的传统生活，甚至他的孩子都知道他是一位“爵爷”。每到星期六中午，他就坐在门口同佃户们谈论问题，并对发生的争执做出仲裁。他和萨瑟兰伯爵夫人是贵族阶层中遵守这种旧习惯的最后两位贵族。
每到星期天，一队马车载着阿伯丁勋爵和其他做礼拜的人前往教区的教堂。在仪式结束时，他就同牧师相互鞠躬致意。他郁郁寡欢的部分原因，是他在克里米亚战争问题上有一种负疚感：“由于没有竭尽全力来防止这种战争，他一直寝食不安。”他拒绝重修一家毁坏了的教区教堂。后来，他的家属在《编年记上》发现了一段话，对此作了解释：“有上主的话传于我说：你不可为我的名建造殿堂，因为你早我面前往地上流了很多血。” 阿伯丁在辞职六年之后，于1860年12月14日在圣詹姆斯宫阿盖尔大厦去世，终年76岁。

## 纪念
位於香港南區香港仔的英文地名「Aberdeen」就是為了紀念當時身為英國的外交大臣的鴨巴甸勳爵而命名。
香港中環也有一條鴨巴甸街紀念他。